# Celano

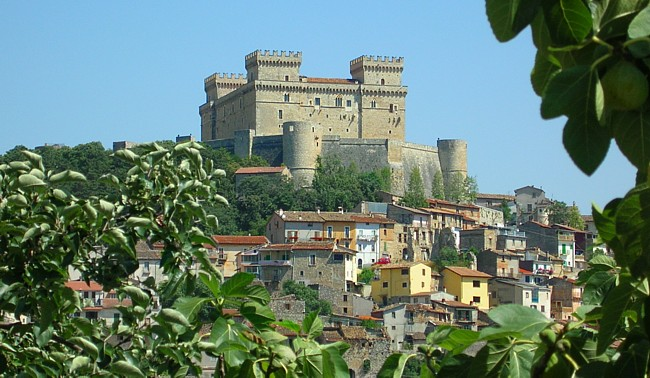
Celano

Celano – miasto i gmina we Włoszech, w regionie Abruzja, w prowincji L’Aquila.
Według danych na rok 2004 gminę zamieszkiwało 10 978 osób, 120,6 os./km².